# Anton Jamnik
Anton Jamnik (ur. 27 lipca 1961 w Videm-Dobrepolje) – słoweński duchowny katolicki, biskup pomocniczy lublański od 2006.

## Życiorys

### Prezbiterat
Święcenia kapłańskie otrzymał 29 czerwca 1987 i został inkardynowany do archidiecezji lublańskiej. Po święceniach został wikariuszem w Kočevje, a następnie objął funkcję sekretarza arcybiskupiego. W 1997 został wykładowcą Uniwersytetu Lublańskiego, zaś w 2000 został mianowany dyrektorem jednego z lublańskich liceów.

### Episkopat
15 listopada 2005 papież Benedykt XVI mianował go biskupem pomocniczym archidiecezji lublańskiej, ze stolicą tytularną Vina. Sakry biskupiej udzielił mu 8 stycznia 2006 ówczesny arcybiskup Lublany – abp Alojzij Uran.